# Singapore i olympiska sommarspelen 2004
Singapore i olympiska sommarspelen 2004 bestod av 16 idrottare som blivit uttagna av Singapores olympiska kommitté.

## Badminton
Herrsingel
- Ronald Susilo
  - Sextondelsfinal — Besegrade (1) Lin Dan från Kina (15 - 12, 15 - 10)
  - Åttondelsfinal — Besegrade Bjoern Joppien från Tyskland (15 - 11, 15 - 6)
  - Kvartsfinal — Förlorade mot Boonsak Ponsana från Thailand (10 - 15, 1 - 15)

Damsingel
- Jiang Yanmei
  - Sextondelsfinal — Förlorade mot Yao Jie från Kina (9 - 11, 4 - 11)

- Li Li
  - Sextondelsfinal — Förlorade mot (1) Gong Ruina från Kina (9 - 11, 4 - 11)

## Bordtennis
Damsingel
- Jing Jun Hong
  - Omgång 1 — Bye
  - Omgång 2 — Besegrade Silvija Erdelji från Serbien och Montenegro (11 - 3, 11 - 8, 10 - 12, 11 - 4, 4 - 11, 11 - 6)
  - Omgång 3 — Förlorade mot (15) Kim Hyon-Hui från Nordkorea (11 - 7, 8 - 11, 11 - 6, 5 - 11, 4 - 11, 9 - 11)

- (6) Li Jiawei
  - Omgång 1 — Bye
  - Omgång 2 — Bye
  - Omgång 3 — Besegrade Petra Cada från Kanada (11 - 4, 11 - 6, 11 - 7, 11 - 8)
  - Omgång 4 — Besegrade (13) Aya Umemura från Japan (14 - 12, 13 - 11, 8 - 11, 15 - 13, 9 - 11, 11 - 7)
  - Kvartsfinal — Besegrade (2) Wang Nan från Kina (11 - 7, 11 - 7, 11 - 13, 11 - 9, 11 - 8)
  - Semifinal — Förlorade mot Kim Hyang-Mi från Nordkorea (11 - 8, 6 - 11, 11 - 0, 11 - 8, 8 - 11, 6 - 11, 9 - 11)
  - Bronsmatch — Förlorade mot Kim Kyung-Ah från Sydkorea (11 - 9, 8 - 11, 7 - 11, 5 - 11, 8 - 11)

- Zhang Xueling
  - Omgång 1 — Bye
  - Omgång 2 — Besegrade Jasna Reed från USA (11 - 7, 11 - 7, 8 - 11, 11 - 7, 11 - 5)
  - Omgång 3 — Besegrade (14) Lee Eun-Sil från Sydkorea (11 - 5, 11 - 7, 11 - 9, 9 - 11, 11 - 6)
  - Omgång 4 — Besegrade Ai Fujinuma från Japan (11 - 7, 11 - 8, 6 - 11, 11 - 7, 9 - 11, 11 - 7)
  - Kvartsfinal — Förlorade mot Kim Hyang-Mi från Nordkorea (7 - 11, 4 - 11, 11 - 9, 8 - 11, 11 - 8, 10 - 12)

Damdubbel
- Tan Paey Fern och Zhang Xueling
  - Omgång 1 — Bye
  - Omgång 2 — Besegrade Whitney Ping och Jasna Reed från USA (11 - 8, 11 - 4, 11 - 5, 13 - 11)
  - Omgång 3 — Besegrade Mihaela Steff och Adriana Zamfir från Rumänien (8 - 11, 11 - 6, 12 - 10, 11 - 9, 11 - 8)
  - Omgång 4 — Förlorade mot Lee Eun-Sil och Seok Eun-Mi från Sydkorea (14 - 12, 11 - 7, 11 - 7, 11 - 8)

- (4) Jing Jun Hong och Li Jiawei
  - Omgång 1 — Bye
  - Omgång 2 — Bye
  - Omgång 3 — Bye
  - Omgång 4 — Förlorade mot Kim Bok-Rae och Kim Kyung-Ah från Sydkorea (11 - 9, 5 - 11, 10 - 12, 11 - 8, 11 - 9, 8 - 11, 8 - 11)

## Friidrott
Herrarnas 100 meter
- Poh Seng Song
  - Omgång 1 — 10.75 s (7:a i heat 1, gick inte vidare, 62:a totalt)

Damernas kulstötning
- Zhang Guirong
  - Kval — 16.58 m (11:a i grupp A, gick inte vidare, 24:a totalt)

## Segling
Öppen
| Seglare                 | Gren  | Lopp | Lopp | Lopp | Lopp | Lopp | Lopp | Lopp | Lopp | Lopp | Lopp | Lopp | Summerad poäng | Finalplacering |
| Seglare                 | Gren  | 1    | 2    | 3    | 4    | 5    | 6    | 7    | 8    | 9    | 10   | M*   | Summerad poäng | Finalplacering |
| ----------------------- | ----- | ---- | ---- | ---- | ---- | ---- | ---- | ---- | ---- | ---- | ---- | ---- | -------------- | -------------- |
| Stanley Tan Kheng Siong | Laser | 32   | 27   | 25   | 30   | 34   | 40   | 41   | 39   | 36   | DSQ  | 18   | 322            | 37             |

M = Medaljlopp; EL = Eliminerad – gick inte vidare till medaljloppet;